# 전지완
전지완(田志玩, 2004년 5월 14일~)은 대한민국의 축구 선수로, 포지션은 골키퍼이다. 현재 J3리그 FC 류큐 소속이다.